# Promops
Genre

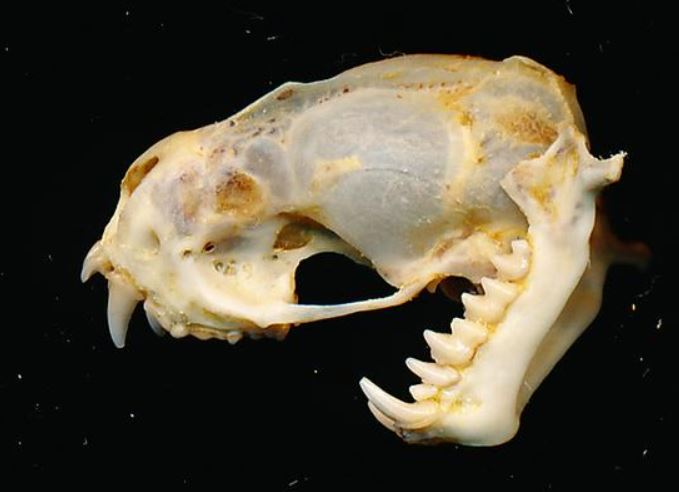
P. centralis

Promops est un genre de mammifères chiroptères (chauves-souris) de la famille des Molossidae d'Amérique du Sud et centrale.

## Description
Il y a trois espèces, :
- Promops centralis Thomas, 1915 a trois populations distinctes. La première est distribuée du Mexique au Nicaragua et au Panama, la seconde du nord de la Colombie via le Venezuela à la région montagneuse de la Guyane. Elle est également présente à Trinité-et-Tobago. La troisième population, désignée par certains auteurs sous le nom de sous-espèce P. centralis occultus, vit sur les pentes orientales des Andes, dans les états de la Bolivie, du Pérou et du Paraguay, au nord de l'Argentine. Dans la partie centrale du bassin amazonien, aucune occurrence de l'espèce n'a été découverte.
- Promops nasutus Spix, 1823, se trouve du centre de la Colombie via le Venezuela jusqu'au nord de l'Argentine. Cependant, il existe également trois zones distinctes dans lesquelles l'espèce se trouve dans cette grande aire de répartition. La première est dans le nord de l'Amérique du Sud, s'étendant de la Colombie à la Guyane et au nord du Brésil. La seconde comprend les états brésiliens de Bahia, Minas Gerais et São Paulo sur la côte atlantique. Le troisième secteur comprend des parties de l'état brésilien de Rio Grande do Sul et des états voisins de la Bolivie, du Paraguay et de l'Argentine.
- Promops davisoni fut initialement décrite par Oldfield Thomas en 1921 et maintenue jusque dans les années 1960 en tant qu'espèce distincte, mais a été plus tard surtout considérée comme une sous-espèce de Promops centralis. Cependant, en termes de ses caractéristiques, elle se situe entre les deux autres espèces. Ce fait et l'isolement de la zone de répartition des autres espèces à l'ouest des Andes dans les états de l'Équateur et du Pérou à proximité de la frontière avec le Chili[3] ont conduit au rétablissement de l'espèce[1].

Les espèces Promops centralis et Promops nasutus sont considérées comme non menacées (Least Concern), car elles ont une très grande aire de circulation. Le degré de mise en danger de Promops davisoni n'a pas été étudié.

## Caractéristiques
Ces chauves-souris atteignent une longueur du corps et de la tête de 60 à 90 mm, une longueur de la queue de 45 à 75 mm et un poids de 14 à 17 g. Les avant-bras des ailes ont une longueur de 43 à 63 mm. Le pelage des animaux est généralement brun ou noir sur le dos, le devant est généralement plus pâle. La tête a une forme courte et très distinctive avec une calotte ronde. Comme d'autres chauves-souris bulldog étroitement liées, les oreilles se rejoignent sur le front. Une autre caractéristique distinctive du genre sont les longs éperons sur leurs talons (calcar), qui atteignent presque la queue.

## Mode de vie
Le mode de vie est principalement connu pour Promops centralis. Cette espèce vit dans différents habitats, par ex. les forêts à feuilles persistantes, les forêts décidues ou les paysages ouverts. Dans les Andes et autres montagnes, elle est présente jusqu'à 1 800 mètres d'altitude. Les petits groupes se reposent dans des trous d'arbres, sous de grandes feuilles ou dans les toits des maisons. Il n'y a que quelques études sur l'alimentation et la reproduction des Promops. Ces animaux chassent les insectes. La portée de ces chauves-souris est généralement d'un seul jeune.